# Global Elders
Pour les articles homonymes, voir The Elders.
Les anciens ou Sages universels est une organisation non gouvernementale regroupant des personnalités publiques reconnues comme homme d'État, activiste politique pour la paix et avocats des droits de l'homme rassemblés par Nelson Mandela en 2007. L'objectif du groupe est de résoudre les problèmes mondiaux en utilisant « près de 1000 ans d'expérience collective » pour travailler sur des solutions à des problèmes qui semblent insurmontables comme le réchauffement climatique, le SIDA, la pauvreté, mais aussi « utiliser leur indépendance politique pour aider à résoudre certains des conflits les plus insolubles du monde ».

## Création
Le 18 juillet 2007, à l'initiative du milliardaire Richard Branson et du musicien Peter Gabriel, Nelson Mandela, Graça Machel et Desmond Tutu convoquent à Johannesbourg une assemblée de dirigeants influents du monde entier qui veulent contribuer, à l'aide de leur expérience et de leur sagesse, à résoudre les problèmes les plus importants de la planète. Nelson Mandela annonce la formation de ce conseil des Global Elders (les ainés du monde) dans un discours lors de son 89e anniversaire. Desmond Tutu est président du conseil et ses membres fondateurs incluent également Kofi Annan, Ela Bhatt, Gro Harlem Brundtland, Jimmy Carter, Li Zhaoxing, Mary Robinson et Muhammad Yunus.
Mandela explique que « ce groupe peut parler librement et avec audace, travaillant aussi bien de manière publique que de manière officieuse sur toutes sortes de mesures qui doivent être prises. Nous travaillerons ensemble pour soutenir le courage là où il y a la peur, pour encourager la négociation là où il y a le conflit, et donner l'espoir là où règne le désespoir ».
Lors de la cérémonie de lancement, une chaise vide a été laissée sur scène pour Aung San Suu Kyi, l'activiste des droits humains qui était prisonnière politique en Birmanie à l'époque. Les membres présents lors du lancement sont : Kofi Annan, Jimmy Carter, Graça Machel, Nelson Mandela, Mary Robinson, Desmond Tutu, Muhammad Yunus et Li Zhaoxing. Les membres qui n'étaient pas présents lors du lancement sont Ela Bhatt, Gro Harlem Brundtland, Lakhdar Brahimi, et Fernando Henrique Cardoso.
Martti Ahtisaari, ancien président de la république de Finlande, a rejoint le groupe le 21 septembre 2009.
Li Zhaoxing, ancien ministre des Affaires étrangères de la république populaire de Chine, a assisté au lancement, mais a exprimé des préoccupations au sujet des conflits entre la culture des valeurs universelles et les intérêts nationaux de la Chine. Le premier est caractérisé par des concepts tels que les droits de l'homme, la démocratie et la liberté politique telle que définie par l'Occident, tandis que le second, selon Li, devrait être avancé par la nation chinoise comme un groupe avec ses traditions et ses valeurs intrinsèques, définie par son état actuel de développement politique. Dans cette optique, l'Ambassadeur Li est réticent à agir dans ce petit groupe comme un individu à part de la délibération collective de la nation chinoise sur les questions qui sont très sensibles à la Chine. Il a eu le droit à une sortie gracieuse pour « raisons personnelles ».

## Membres

### Membres actuels
- Juan Manuel Santos, ancien Président de Colombie, prix Nobel de la paix, président du groupe
- Mary Robinson, ancienne Présidente de l'Irlande et ancien haut-commissaire du Haut-Commissariat des Nations unies aux droits de l'homme
- Ban Ki-Moon, ancien secrétaire général des Nations unies
- Graça Machel, ancienne ministre de l'Éducation et de la Culture du Mozambique, veuve du président mozambicain Samora Machel et troisième épouse de Nelson Mandela
- Gro Harlem Brundtland, ancienne Première ministre de Norvège
- Helen Clark, ancienne Première ministre de Nouvelle-Zélande
- Tsakhiagiyn Elbegdorj, ancien Premier ministre et Président de Mongolie
- Zeid Ra'ad Zeid Al-Hussein, ancien haut-commissaire des Nations unies aux droits de l'homme
- Hina Jilani, avocate des droits de l'Homme au Pakistan
- Denis Mukwege, gynécologue et militant des droits de l'Homme et contre les violences sexuelles en république démocratique du Congo, prix Nobel de la paix
- Ellen Johnson Sirleaf, ancienne Présidente du Liberia, prix Nobel de la paix
- Ernesto Zedillo, ancien président du Mexique

### Membres honoraires
- Lakhdar Brahimi, ancien homme politique algérien et représentant de la Ligue arabe et de l'ONU
- Fernando Henrique Cardoso, ancien président du Brésil
- Ricardo Lagos, ancien président du Chili

### Anciens membres
- Muhammad Yunus, fondateur de la Grameen Bank, pionnier du microcrédit et prix Nobel de la paix[8]
- Nelson Mandela, ancien Président de l'Afrique du Sud, prix Nobel de la paix (décédé).
- Jimmy Carter, ancien président des États-Unis, prix Nobel de la paix (décédé).
- Li Zhaoxing, ancien Ministre des Affaires étrangères de Chine
- Kofi Annan, ancien secrétaire général des Nations unies, prix Nobel de la paix (décédé)
- Aung San Suu Kyi, leader de l'opposition birmane, prix Nobel de la paix
- Desmond Tutu, ancien évêque de la ville du Cap, ancien président de la commission de vérité et de réconciliation, prix Nobel de la paix (décédé)
- Ela Bhatt, fondatrice de la Self-Employed Women's Association (SEWA) (décédée)
- Martti Ahtisaari, ancien président de la Finlande, prix Nobel de la paix (décédé)

### Équipe
Le travail des Elders est coordonné et soutenu par une petite équipe basée à Londres, dirigée par la princesse Mabel van Oranje-Nassau van Amsberg, qui a été nommé en juillet 2008.

### Présidence
Depuis la création du groupe en 2007 différentes personnalitées ont occupé la présidence du groupe
- Desmond Tutu (2007-2013)
- Kofi Annan (2013-2018)
- Mary Robinson (2018-2024)
- Juan Manuel Santos (depuis 2024)

## Financement
Les Elders sont financés indépendamment par un groupe de bailleurs de fonds, qui forment The Elders'Advisory Council: 
- Richard Branson et Jean Oelwang (Virgin Unite),
- Peter Gabriel (Peter Gabriel Fondation),
- Kathy Bushkin Calvin (Fondation des Nations unies),
- M. Ray Chambers (MCJ Amelior Fondation),
- Randy Newcomb et Pam Omidyar (Humanity United),
- Jeff Skoll et Sally Osberg (Fondation Skoll),
- Amy Robbins (Nduna Fondation),
- Shannon Davis Sedgwick (Bridgeway Foundation),
- Shashi Ruia, et Marieke van Schaik (Nationale Postcode Loterij)[12].

Ces derniers ont contribué à recueillir  18 millions US$ pour le groupe au cours des trois premières années.

## Actions
Les Elders menent des initiatives dans deux grands domaines :
- Promouvoir le dialogue et la consolidation de la paix ;
- Soutenir les efforts visant à soulager la souffrance humaine, causée par la pauvreté, l'injustice extrême ou l'intolérance[13].

### Myanmar (Birmanie)
La leader pro-démocratique birmane et lauréate du prix Nobel de la paix, Aung San Suu Kyi est un Elder honoraire. Pendant sa détention au Myanmar, elle a été incapable de jouer un rôle actif dans le groupe, les Elders ont donc placé une chaise vide en son honneur à toutes leurs réunions.
Après sa libération en 2010, les aînés ont continué à appeler à la libération de tous les prisonniers politiques en Birmanie.

### Côte d'Ivoire
Desmond Tutu, Kofi Annan et Mary Robinson se sont rendus en Côte d'Ivoire les 1er et 2 mai 2011 pour « encourager la réconciliation et la guérison » après les violences post-électorales dans le pays. Lors de leur visite, les Elders ont également souligné l'importance de l'amélioration de la situation sécuritaire du pays.
Ils ont rencontré le Président de la Côte d'Ivoire, Alassane Ouattara, le Premier ministre Guillaume Soro et l'ancien président Laurent Gbagbo.

### Chypre
En octobre 2008, les Elders se sont rendus à Chypre pour soutenir les pourparlers de paix nouvellement commencés sur l'île entre les Chypriotes grecs et les dirigeants chypriotes turcs. Desmond Tutu a déclaré que « ces occasions ne se présentent pas très souvent ». Les Elders Jimmy Carter, Lakhdar Brahimi, et Desmond Tutu ont rencontré des dirigeants politiques, des représentants de la société civile et des jeunes des deux communautés. Ils ont visité l'île pour offrir un soutien et n'avait pas de participation formelle au processus de paix. 
Les Elders Gro Harlem Brundtland et Lakhdar Brahimi se sont rendus à Athènes, Ankara et Chypre en septembre 2009 afin d'encourager les efforts visant à réunifier l'île. A Ankara, ils ont rencontré le président turc Abdullah Gül, et à Athènes, le président du PASOK George Papandreou. À Nicosie, ils ont rencontré le dirigeant chypriote turc Mehmet Ali Talat et le dirigeant chypriote grec Dimitris Christofias. Les Elders ont également rencontré les médias locaux et les femmes leaders du monde politique, des affaires et de la société civile sur l'île,.
En décembre 2009 Les Elders Desmond Tutu, Jimmy Carter et Lakhdar Brahimi sont retournés à Chypre. Ils ont convoqué une réunion publique sur la façon dont la confiance pourrait être engendrée entre les communautés en conflit. Ils ont réalisé un documentaire (Chypre : Creuser le passé à la recherche de l'avenir) qui suit les trois Elders accompagnant quatre jeunes Chypriotes dans la recherche des restes de milliers de personnes disparues lors des violences des années 1960 et 1970. Il a été lancé au début 2011 avec des projections spéciales à Nicosie et à la chambre du Parlement à Londres. Les Elders ont travaillé en étroite collaboration avec la Commission internationale pour les personnes disparues à la réalisation du film.

### Droit des femmes et des filles
L'engagement pour l'égalité entre les sexes est un élément essentiel du travail des Elders. En juillet 2009, ils ont appelé à mettre fin aux pratiques nocives et discriminatoires qui sont justifiées par des raisons de religion et de tradition. Fernando Henrique Cardoso a déclaré que « l'idée que Dieu soit derrière la discrimination est inacceptable ». Jimmy Carter a déclaré que les Elders appellent « tous les leaders à contester et à modifier les enseignements et les pratiques néfastes, même profondément enracinés, qui justifient la discrimination contre les femmes. Nous demandons, en particulier, que les chefs de toutes les religions aient le courage de reconnaître et de souligner les messages positifs de la dignité et l'égalité que toutes les grandes religions du monde partagent ».
Le journaliste du New York Times Nicholas D. Kristof a écrit plus tard que « Les Elders ont raison de dire que les groupes religieux devraient se lever pour un simple principe éthique : les Droits de l'homme de toute personne doivent être sacrée, et ne pas dépendre de quelque chose de terrestre comme leurs organes génitaux ».

### Mariage des enfants
Les Elders se sont engagés à mettre fin au mariage des enfants, une pratique traditionnelle néfaste qui affectera 100 millions de filles au cours de la prochaine décennie si les tendances actuelles se poursuivent et qui entrave la réalisation de six des huit Objectifs du millénaire pour le développement. En juin 2011, Desmond Tutu, Gro Harlem Brundtland et Mary Robinson ont visité Amhara, en Éthiopie, pour en apprendre davantage sur la pratique des mariages d'enfants dans une région où la moitié des filles sont mariées avant d'avoir 15 ans. 
En 2011, les anciens ont initié « Girls Not Brides », le partenariat mondial pour mettre fin au mariage des enfants, qui rassemble des organisations de la société civile du monde entier qui travaillent pour lutter contre le mariage des enfants. Le partenariat mondial vise à soutenir les activistes qui travaillent pour le changement à la base et à appeler les gouvernements et les organisations mondiales à faire de la fin du mariage des enfants une priorité internationale.

### Campagne«Every Human Has Rights»
La campagne « Every Human Has Rights » (EHHR) a été lancée pour le 59e anniversaire de la Déclaration universelle des droits de l'homme, le 10 décembre 2007, au Cap en Afrique du Sud. Les Elders ont lancé l'initiative en partenariat avec un groupe diversifié d'ONG mondiales, d'organisations de la société civile et d'entreprises, à mettre en évidence les principes de la déclaration des droits de l'Homme, y compris le droit à la santé, les droits des femmes et la liberté d'expression. Les partenaires de lancement inclus ActionAid, Amnesty International, le Center for Women’s Global Leadership, le PEN club, Witness, Realizing Rights, Save the Children et l'UNICEF. 
La campagne comprend des partenaires des organisations de la société civile dans le monde en développement à travers des réseaux comme CIVICUS. La campagne vise à « l'autonomisation des citoyens du monde pour protéger et réaliser le premier accord global sur les droits de l'homme parmi les nations ».

### Péninsule coréenne
En avril 2011, une délégation des Elders a fait une visite de six jours en république de Corée (Corée du Sud), en république populaire démocratique de Corée (la Corée du Nord) et en Chine. Sous la direction de Jimmy Carter et notamment Martti Ahtisaari, Gro Harlem Brundtland et Mary Robinson, la délégation des Elders vise à aider à désamorcer les tensions dans la péninsule coréenne et à alléger les questions humanitaires urgentes, y compris les pénuries alimentaires signalées en Corée du Nord. L'objectif était d'aider à rétablir la confiance entre la Corée du Nord et la Corée du Sud, en agissant de façon indépendante et sans tenter « de remplacer ou d'intervenir dans toute procédure officielle ».
Dans un rapport publié à la suite de la visite des Aînés, Jimmy Carter a déclaré : « Sur les relations entre le Nord et la Corée du Sud, il n'y a pas de solution miracle... et le progrès dépend d'une plus grande flexibilité, de la sincérité et de l'engagement de toutes les parties ». Martti Ahtisaari et Gro Brundtland se sont rendus à Bruxelles pour informer les hauts fonctionnaires de l'Union européenne sur leurs conclusions. Le groupe continue à s'engager dans le plaidoyer et la diplomatie privée sur les questions clés.

### Moyen-Orient
Les Elders avaient prévu d'envoyer une équipe de trois personnes sur une mission au Moyen-Orient du 13 au 21 avril 2008, mais finalement cela ne put avoir lieu,,. Kofi Annan, Jimmy Carter, et Mary Robinson avaient prévu de se rendre en Israël, dans les territoires palestiniens, en Égypte, en Jordanie, en Syrie et en Arabie saoudite afin de procéder à une analyse complète de l'imbrication des conflits au Moyen-Orient. Les Elders avaient aussi prévu de préparer un rapport pour le grand public afin d'aider les gens à comprendre l'urgence de la paix et ce qui est nécessaire pour l'obtenir. Les Elders avaient également prévu de rencontrer et de commencer à travailler avec des groupes qui renforceraient les efforts déployés par le gouvernement d'Israël et l'Autorité palestinienne pour négocier un accord de paix fondé sur une solution à deux États. Les Aînés ont annoncé que la mission aurait plutôt lieu en août 2009.
En août 2009, six Elders, Fernando Henrique Cardoso, Ela Bhatt, Gro Harlem Brundtland, Jimmy Carter, Mary Robinson et Desmond Tutu se sont rendus en Israël et en Cisjordanie pour attirer l'attention sur l'impact du conflit de longue durée sur les gens ordinaires, et pour soutenir les efforts des Israéliens et des Palestiniens à promouvoir la paix. Ils ont été rejoints au cours du voyage par Richard Branson et Jeff Skoll. Les Elders ont rencontré le président israélien Shimon Peres, le Premier ministre palestinien Salam Fayyad, et des militants pacifistes locaux impliqués dans des manifestations non-violentes. Le rapport de leur visite dit qu'ils espéraient « amener les dirigeants et les citoyens ordinaires à des actions qui permettraient d'approfondir la paix, les droits de l'homme et la justice pour tous au Moyen-Orient ».
Mary Robinson, Ela Bhatt, Lakhdar Brahimi et Jimmy Carter sont retournés au Moyen-Orient en octobre 2010 pour visiter l'Égypte, Gaza, Israël, la Jordanie, la Syrie et la Cisjordanie. L'objectif était d'encourager les efforts de paix en mettant l'accent sur la nécessité de parvenir à « une paix juste et sure pour tous » fondée sur le droit international. Tout au long du voyage, Les Eders ont tenu des discussions sur le processus de paix avec les dirigeants politiques, les représentants des organisations des droits de l'Homme, étudiants et groupes de jeunes, groupes de femmes, entreprises, société civile et les leaders d'opinion.
Pendant le voyage, Mary Robinson a déclaré qu'« en tant qu'Elders, nous croyons que la solution à deux États a le potentiel pour apporter la paix. Mais une approche plus énergique et plus globale est nécessaire ». Les Elders ont également appelé à une cessation immédiate du blocus de la bande de Gaza, le décrivant comme un « châtiment collectif illégal » et « un obstacle à la paix ». Les Elders ont publié un rapport décrivant leurs conclusions à la suite de leur visite, ce qui sera, espèrent-ils « une contribution utile aux efforts de paix ».
Le 31 mai 2010, les Aînés ont condamné l'attaque par les forces israéliennes de la flottille de navires qui tentaient de livrer des fournitures de secours à Gaza. Ils se sont également prononcés contre la condamnation d'Abdallah Abu Rahma, un dirigeant palestinien de résistance non-violente. En février 2011, ils ont déclaré que la décision des États-Unis d'opposer leur veto à une résolution de l'ONU condamnant la construction de colonies israéliennes dans les territoires palestiniens occupés était « profondément regrettable ».
Après de grandes manifestations à travers le Moyen-Orient et l'Afrique du Nord en 2011, Les Elders ont déclaré être solidaires avec « tous ceux qui réclament la liberté et les droits fondamentaux ». Dans une interview à CNN, l'archevêque Desmond Tutu a appelé la communauté internationale à faire pression sur Mouammar Kadhafi pour qu'il renonce au pouvoir.

### Soudan
La mission des Elders au Soudan a eu lieu du 30 septembre au 4 octobre 2007. Desmond Tutu,  Lakhdar Brahimi, Jimmy Carter et Graça Machel se sont rendus au Soudan pour en apprendre davantage sur la situation humanitaire au Darfour et pour affirmer leur soutien à l'Accord de paix global qui a été négocié entre le Nord et le Sud du pays en 2005, à la fin de 22 ans de guerre civile. Les Elders ont publié un rapport sur leurs conclusions intitulé Bringing Hope, Forging Peace: The Elders Sudan Report.
En 2008, les Elders ont encouragé les États à fournir les hélicoptères nécessaires de toute urgence pour les Casques bleus au Darfour.
En mars 2009, les Elders ont fait appel à des organismes d'aide pour leur donner accès au Soudan après leur expulsion par le gouvernement soudanais.
En janvier 2011, deux membres des Elders, Jimmy Carter et Kofi Annan, ont conduit la délégation de la fondation Carter pour observer le référendum sur l'autodétermination au Sud-Soudan . À la suite de ce référendum, les Elders ont averti d'un risque de regain de violence au Soudan et ont exhorté la communauté internationale à une action rapide et audacieuse en appui du processus de paix.

### Zimbabwe
En novembre 2008, trois membres des Elders, Jimmy Carter, Graça Machel et Kofi Annan, avaient prévu de visiter le Zimbabwe afin d'attirer l'attention sur l'escalade des crises humanitaires et économiques du pays. Un jour avant leur visite à Harare, ils ont été informés que l'entrée leur serait refusée. Jimmy Carter a déclaré que c'était la première fois que leur avait été refusée la permission d'entrer dans un pays. Le ministre des Affaires étrangères du Zimbabwe a déclaré qu'il avait été demandé aux Elders de reporter leur voyage. Kofi Annan a dit que les responsables du Zimbabwe avaient « le sentiment que notre présence pouvait interférer avec les négociations politiques ». The Herald, un journal du Zimbabwe contrôlé par l'État, a déclaré que « La visite a été considérée comme une mission partisane par un groupe de personnes ayant des intérêts partisans ».
Les trois Elders restés à Johannesbourg ont été informés par des leaders politiques et économiques du Zimbabwe, des travailleurs humanitaires, des donateurs, des agences de l'ONU et des représentants de la société civile, dont beaucoup ont voyagé en provenance du Zimbabwe pour les voir. Les Elders ont également tenu des réunions avec les dirigeants de l'Afrique du Sud et du Botswana. Lors d'une conférence de presse à la suite de leurs réunions ils ont dit que la situation était « pire que ce qu'ils auraient pu imaginer ». Ils ont appelé à des efforts régionaux et mondiaux pour alléger les souffrances du peuple du Zimbabwe puisque « l'Etat n'est plus en mesure d'offrir les services de base. Il ne peut plus nourrir, éduquer ou prendre soin de ses citoyens. Il ne parvient pas à s'occuper de son peuple ».
En février 2009, les Elders ont salué la signature de l'Accord politique global entre le Mouvement pour le changement démocratique (MDC) et la ZANU-PF au Zimbabwe, qui a permis à Morgan Tsvangirai de devenir Premier ministre et à Robert Mugabe de rester président. Les Elders ont exhorté les dirigeants du Monde à soutenir et à « donner à cet accord, les meilleures chances de succès ». Ils ont également appelé les donateurs à fournir des fonds pour l'éducation, la production alimentaire et les investissements dans les infrastructures pour aider à stabiliser le pays et aider à la relance du Zimbabwe.

### Autres activités
Des violences généralisées ont éclaté au Kenya en décembre 2007, à la suite de différends sur les résultats des élections nationales. En janvier 2008, l'Union africaine a créé un groupe de personnalités africaines éminentes pour négocier une solution à la crise, dirigé par Kofi Annan et comprenant Graça Machel et l'ancien premier ministre tanzanien, Benjamin Mkapa. Auparavant, les Églises du Kenya avaient lancé une tentative de médiation infructueuse dirigée par l'archevêque sud-africain et président des Elders, Desmond Tutu. Alors que les trois Elders ont été impliqués dans les efforts visant à résoudre la crise au Kenya, ce n'était toutefois pas une initiative des Elders. Ils ont publié une brève déclaration en janvier 2008 appelant à mettre fin à la violence.
En mars 2008, Kofi Annan, Jimmy Carter, Graça Machel et Mary Robinson ont publié une déclaration appelant à un plus grand rôle des femmes dans la résolution des conflits, et ont appelé la communauté internationale « à reconnaître le rôle vital que les femmes leaders dans le monde entier ont joué pour aider à résoudre les conflits et promouvoir des sociétés pacifiques et prospères ».
L'organisation a également publié des déclarations en 2008 relatives à l'Iran, au Tibet, et aux Objectifs du millénaire pour le développement.
En novembre 2009, les Elders ont écrit au président sri-lankais Mahinda Rajapaksa ainsi qu'aux principaux donateurs, appelant le gouvernement à protéger les droits des civils déplacés après des années de guerre. Ils ont dit que le gouvernement avait « l'obligation de servir tous les citoyens du Sri Lanka, y compris le Tamoul et d'autres communautés minoritaires ». En août 2010, les Elders ont exprimé leur déception face à la répression exercée par le gouvernement sri-lankais sur la critique nationale et leur « mépris des droits de l'homme ». Les Elders ont ajouté que des progrès significatifs de réconciliation sur l'île était encore « désespérément nécessaires ».
En octobre 2017 le groupe des Elders a exprimé sa préoccupation à propos de la confrontation en Catalogne, liée au référendum d'autodétermination du 1er octobre, et a demandé aux deux parties de dialoguer pour arriver à une résolution pacifique de la crise.